# 산호해 제도 게이 앤드 레즈비언 왕국

왕국의 국기

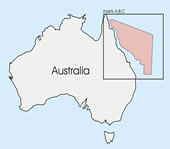
왕국이 주장하는 영토

산호해 제도 게이 앤드 레즈비언 왕국(영어: Gay and Lesbian Kingdom of the Coral Sea Islands)은 오스트레일리아 퀸즐랜드주를 거점으로 활동했던 동성애자, 성소수자의 권리 옹호 단체가 정치적 항의를 목적으로 설립했던 마이크로네이션이다.
2004년 6월 14일 오스트레일리아 정부의 동성 결혼 승인 거부를 계기로 그레이트배리어리프에 위치한 산호해 제도의 무인도에 건국되었다. 퀴어 내셔널리즘의 표현 방법 가운데 하나로서 데일 파커 앤더슨(Dale Parker Anderson)이 왕국의 황제임을 자처했다. 왕국의 국가는 브로드웨이 뮤지컬 노래 가운데 하나인 《I Am What I Am》이었다. 자신이 게이와 레즈비언이면 왕국의 시민권은 곧바로 부여되어 영주권을 얻을 수 있었다. 오스트레일리아 의회가 동성결혼을 법제화하는 안건을 통과함에 따라 2017년 11월 17일을 기해 해산되었다.

## 같이 보기
- 퀴어 국민주의